# 成吉思汗陵
成吉思汗陵（「伊金霍洛」）位于中国内蒙古自治区鄂尔多斯市伊金霍洛旗札薩克鎮甘德尔敖包的伊金霍洛草原上，属窟野河上游。成吉思汗祭祀之所「八白室」清朝初年迁至伊金霍洛，抗日战争期间迁至甘肃，后于1949年迁至青海塔尔寺。1954年又迁回，现有建筑修建于1955年至1956年。陵内有成吉思汗生平功业绘画及其坐像、遗物，并陈列有元代文物。1982年，成吉思汗陵正式被列入全国重点文物保护单位。

## 历史

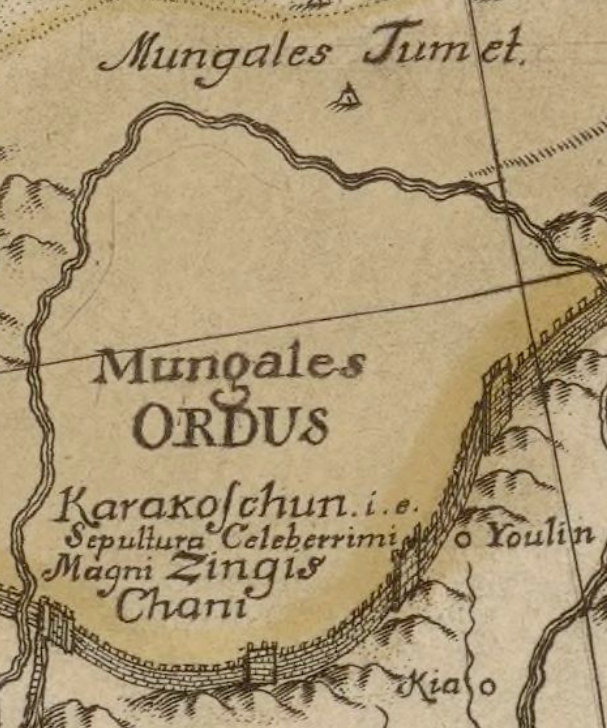
来自Stralenberg 18世纪“大鞑靼利亚”地图的细节，在“Ordus”南部展示了“Karakoschun，或者是伟大和著名的成吉思汗墓”。

1227年，成吉思汗在灭西夏的战争中病逝于六盘山。元中统四年（1264年）三月，元朝的太庙开始在燕京修建，并于至元三年（1266年）十月建成，成吉思汗八白室开始在元朝的太庙中成型。元朝灭亡时，元顺帝北逃，八白室也随之北迁。此后八白室的归属经历过多次交替，十五世纪七十年代以后，河套地区成为蒙古本部的汗主，当地的蒙古部族就在鄂尔多斯地区重新将各白室聚集起来，修建了新的八白室，用以纪念和供奉成吉思汗，这就是现在的成吉思汗陵的雏形。明万历四十二年（公元1614年），博硕克图济农在鄂尔多斯部的驻牧地修建王爱召后，“八白室”便迁移至王爱召附近供奉。清初时，八白室被迁移至了鄂尔多斯左翼中旗，所在地也被改名为了“伊金霍洛”，蒙语意为“圣主的院落”。在乾隆年间，八白室当中除成吉思汗灵帐和商更斡尔阁白室之外的其他白室散落到鄂尔多斯各地，只有在每年大型祭祀的时候才会重新聚集到伊金霍洛。
成吉思汗陵这一称谓始于清朝《钦定理藩院则例》，《钦定理藩院则例》记“伊克昭盟境内有青吉思汗园寝，鄂尔多斯七旗，向设有看守园寝，承办祭祀之达尔哈特五百户。”根据清代蒙古文档案和五世达赖喇嘛的记载，其内供奉着的是成吉思汗画像。光绪年间，有部分传教士来到伊金霍洛，把八白室当做“成吉思汗陵”对外宣传，从此“成吉思汗陵”这一称呼就流传开来。
1937年10月，日本关东军察哈尔派遣兵团进占归绥、包头，伊克昭盟的一些王公贵族势力投靠日本与蒙疆当局。蒙疆联合自治政府要求伊克昭盟将成吉思汗陵迁移至归绥，但命令最终没有得到执行。为了保护八白室免受战火侵袭，1939年6月，以当时的伊克昭盟盟长沙克都尔扎布为代表的蒙古族人向国民政府提出向西迁陵的请求。在获得许可后，1939年6月10日太阳未出之时，成吉思汗灵柩在达尔扈特守陵人和军队护送下启程。成吉思汗的灵柩在榆林改以汽车运载，6月16日启程南下，沿途均受到当地官员和蒙民的隆重迎送。陕甘宁边区政府成立“迎灵办事处”，成员有边区政府秘书长曹力如、八路军留守处参谋处长曹里怀以及其它有关部门的负责人，还邀请了国民党肤施县党部书记长高仲谦、县长马豫章参加。迎灵办事处设在延安城东约八里处的桥儿沟。边区政府交际处接待科全部搬到了桥儿沟具体开展工作。6月21日，成吉思汗灵柩路过延安，中共中央组织党内外群众对成吉思汗进行了公开路祭，延安的抗大、女大、鲁艺、工校、边府机关、边区各人民团体、抗日后援会等百余单位万余人，高举红旗、标语旗，列队前往桥儿沟，分列在公路两旁，与自发前来的当地群众，绵延达三里许。在桥儿沟的公路旁用布幔布置一座灵堂，灵堂当中挂着写有“世界巨人”四个大字的横额，两旁悬有写着“蒙汉两大民族更亲密地团结起来”、“继承成吉思汗精神，坚持抗战到底”等巨幅标语。灵堂前，用翠草鲜花扎成高大牌楼一座，上面横悬“恭迎成吉思汗灵柩”的匾额。中共中央代表谢觉哉、中央统战部副部长柯庆施、八路军代表滕代远（八路军参谋长）、总政联络部部长王若飞、八路军后方政治部主任莫文骅、边区政府代主席高自立、边区政府秘书长曹力如、国民党肤施县党部书记长高仲谦、县长马豫章、电报局长汪克毅等，在灵堂前等候着灵车队的到来。沿途迎接的数万人员向灵柩热烈高呼“保卫伊金霍洛，保卫内蒙，保卫中国”、“蒙汉联合起来，打败日本帝国主义”等口号。灵柩安置于灵堂正中，供上祭品，陕甘宁边区政府秘书陈行健司仪，一声“肃立”，众人垂手恭立，奏国乐，鸣炮。主祭谢觉哉、陪祭滕代远、柯庆施、高自立、莫文弊、王若飞就位。谢觉哉领导全体向灵柩行礼如仪，党中央、毛泽东、八路军总部、八路军总政治部、八路军后方留守处、中央统战部、边区党委、边区政府、教育厅、肤施县国民党党部、县政府、抗大等单位与人员的代表上前敬献花圈。中国共产党中央委员会代表谢觉哉、国民革命军第八路军代表滕代远、陕甘宁边区政府代表高自立率延安党政军民学各界谨以清酌庶馐之奠，致祭文于圣武皇帝元太祖成吉思汗之灵：

日寇逞兵，为祸中国，不分蒙汉，如出一辙；

器然反共，实则残良，汉蒙各族，皆眼中钉；

乃有奸人，蠢然附敌，汉有汉奸，蒙有蒙贼；

驱除败类，整我阵容，抗战到底，大义是宏；

顽固分子，准投降派，摩擦愈凶，敌愈称快；

巩固团结，唯一方针，有破坏者，群起而攻；

元朝太祖，世界英杰，今日郊迎，河山聚色；

而今而后，两族一家，真正团结，唯敌是挝；

平等自由，共同目的，道路虽艰，在乎努力；

艰苦奋斗，共产党人，煌煌纳领，救国救民；

祖武克绳，党仁不让，大旱盼霓，国人之望；

清凉岳岳，延水汤汤，此物此志，寄在酒浆。

灵柩离开延安后，途经甘泉、耀县、洛川、黄陵，三原，6月24日到咸阳，6月25日到西安，全城20万人郊迎， 沿街香案罗列，鞭炮齐鸣。国民政府代表、地方高级官员及各界知名人士在鼓楼礼堂举办了盛大的国祭。从西安开始由第二战区、第八战区、第十战区司令长官代表及天水行营主任程潜全权负责，7月1日成吉思汗灵榇西迁至甘肃省榆中县兴隆山，安放于兴隆山东山大佛殿。
1949年8月，马步芳在败退至青海时带走了八白室，并最终将其迁移至青海塔尔寺。
中华人民共和国成立后，1953年，内蒙古自治区人民政府应蒙古族群众的要求，向中共中央和中央人民政府递交“将成吉思汗灵柩迁回伊金霍洛”的报告。这份报告后来得到周恩来批准，同时拨款80万元专款在伊金霍洛旗重新修建陵园。1954年3月6日，绥远省被并入内蒙古自治区，当年3月15日，内蒙古自治区迎接成吉思汗灵柩代表团一行29人前往青海省，并于4月7日从塔尔寺接回了成吉思汗八白室，并将其重新安放在1939年西迁前的土地上。1955年，成吉思汗陵正式开始建造，并于当年建成。在建造过程中，除了修建成吉思汗陵墓外，鄂尔多斯其他各旗的相关祭祀神一同也被征集入陵园，并分别安排祭祀地点。1956年，成吉思汗陵园建成，此时成吉思汗的灵柩曾被打开，共有7层，其中最内层放置着由一幅画作包裹着的一只皮枕头，皮枕头内所包裹的究竟是什么物品至今不得而知，学术界对此也有多种猜测。文化大革命期间，成吉思汗陵遭受了严重的破坏。此后，成吉思汗陵经过多次维修和翻新，在翻新的过程中新增了部分陈设和壁画。1982年，成吉思汗陵正式被列入全国重点文物保护单位。1985年，成吉思汗陵正式对外开放。

## 争议
由于蒙古族的宫廷葬俗中不会对外透露墓址，并且在埋葬完毕后会用马把墓址踏平，以免被人发现，甚至在埋葬的过程中如有外人发现也会将其杀害，这导致了成吉思汗真正的埋葬地点的具体地点至今无人可以确认。明朝编撰的《元史》记载包括成吉思汗在内的元朝诸帝皆葬于起辇谷，但起辇谷究竟位于何处则不明。这引起多方猜测，至今已经有六盘山、阿勒泰山等多种说法，这些说法都倾向于认为成吉思汗陵是衣冠冢。但也有说法认为成吉思汗陵内确实没有成吉思汗的遗体，不过在萨满教的角度上并不算是衣冠冢，此外还有观点认为成吉思汗陵内安放的是成吉思汗的骨灰，而成吉思汗陵所在地的伊金霍洛旗政府则表示成吉思汗就葬在成吉思汗陵内。

## 结构

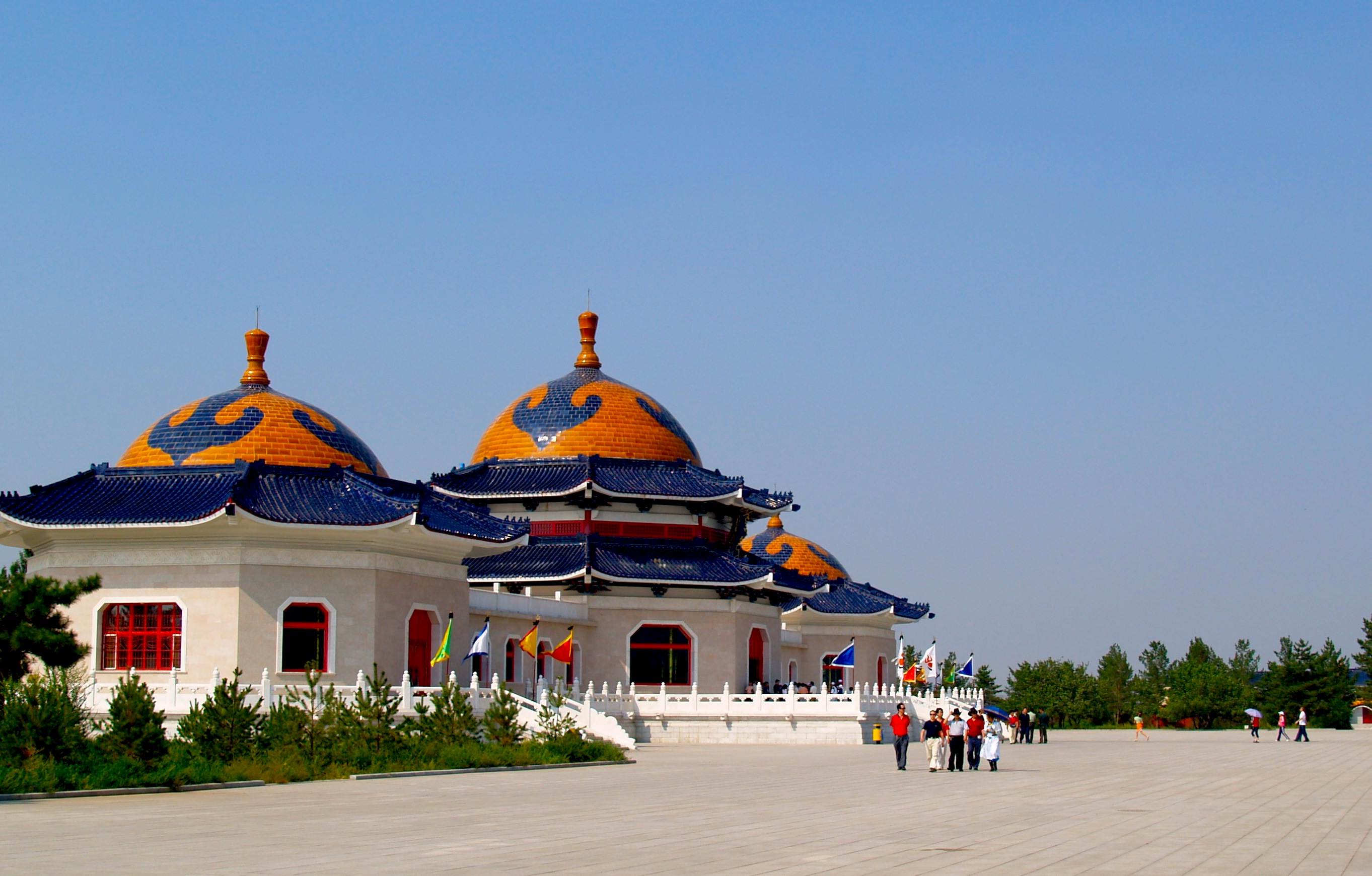
摄于2007年

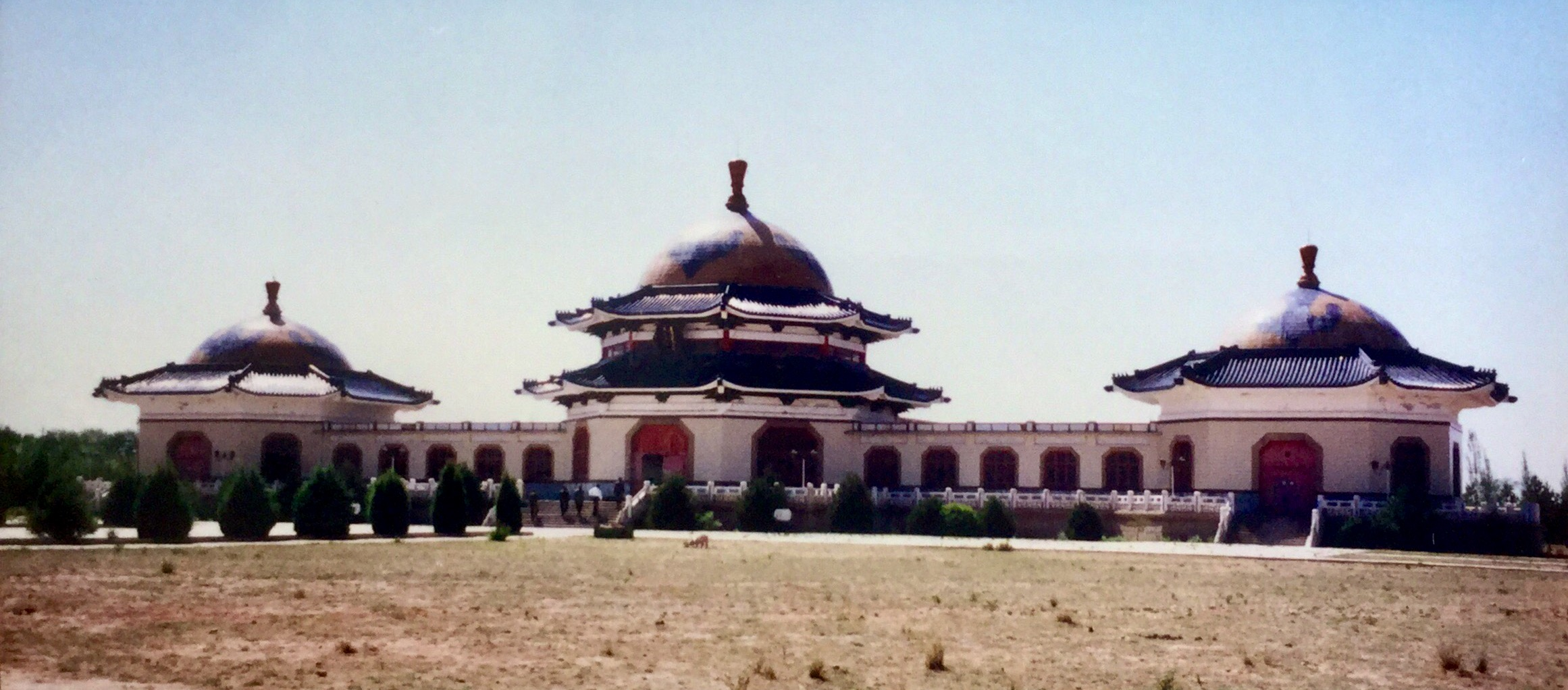
1995年

成吉思汗陵占地55,000平方米，造型为3座相连的蒙古包，白墙红窗，保留了原有的蒙古包和八白室的形制。正殿高24.18米，东西两殿均高达18米。陵寝的屋檐正中悬挂着乌兰夫于1985年题写的“成吉思汗陵”牌匾。整座建筑可分为正殿、寝宫、西殿、东殿、东西展厅6个部分。具体规制如下：
- 正殿，平面为八角形，门向南开，上设重檐，以蓝色琉璃瓦覆盖，上承蒙古包式弯庐顶[11]。殿内由八根雕有金色盘龙的大柱支撑，正中央有一尊高4.3米的成吉思汗汉白玉雕像，雕像背后挂一幅辽阔无比、横跨亚欧的蒙元时期疆域图，周围墙壁上绘制有1,206条金龙；
- 西殿，位于正殿西侧，供奉着成吉思汗八白宫（室）组成部分的吉劳白宫（供奉成吉思汗的金马鞍）、胡日萨德格白宫（供奉成吉思汗的弓箭）和宝日温都尔白宫（供奉圣奶桶），此外还有象征成吉思汗九员大将的有九个尖角的旗帜，以及系挂着表示力量的马及耗牛鬃毛的`“苏力德”[11]，四周墙壁主要绘制着描述成吉思汗从出生到少年时代的相关故事；
- 西展厅，也被称为西过厅[25]，位于西殿与正殿之间，绘制有从成吉思汗起兵到统一蒙古各部的故事；
- 寝宫，位于正殿后方，是成吉思汗祭祀的主要场所。寝宫内供奉着三顶黄缎宫帐式灵包，中间的大灵包里供奉的是成吉思汗和孛尔贴格勒真哈敦的灵柩，西侧灵包里供奉着成吉思汗的呼兰哈敦的灵柩，东侧灵包里供奉着准格尔伊金哈敦的灵柩，灵包前点着一盏巨大的酥油灯，并且放置着大量贡品，南墙上挂有一副内容为成吉思汗黄金家族的彩色烧瓷壁画[註 4]，其余墙壁上有用十三世纪回鹘蒙古文书写的成吉思汗祭文的片段；
- 东殿，位于正殿东侧，供奉着溜圆白骏白宫（供奉神马）和商更斡尔阁白宫（供奉历代祭祀用具），以及成吉思汗的四子拖雷及其夫人的灵柩[11]；
- 东展厅，也被称为东过厅[25]，位于东殿与正殿之间，绘制有成吉思汗自统一蒙古各部之后的故事。

## 祭祀礼仪
成吉思汗陵内的祭祀仪式主要由成吉思汗宫帐祭祀仪式和“哈日苏勒德”祭祀仪式两个部分组成。这两部分祭祀活动分别由右翼达尔扈特和左翼达尔扈特人完成。其中右翼达尔扈特负责祭祀成吉思汗宫帐，俗称伊金·达尔扈特；左翼达尔扈特则负责祭祀苏勒德，俗称苏勒德·达尔扈特。成吉思汗祭奠有一套完整的祭祀仪式，是在历次完善中逐渐形成的，仪式分龙年大祭、虎年大祭、年祭、四时大祭（季祭）、月祭、日祭；具体的祭奠程序有祭天、敬献花束、敬献哈达、敬献鲜奶屯祭灯、祭酒、献羊背子等，每段祭祀都有固定的祭词，同时还要朗诵《出征歌》和《苏力德歌》。在祭奠仪式后还举办那达慕大会。中華民國政府在台灣也每年延續舉辦中樞致祭成陵大典。

## 研究保护
1981年至1984年，伊克昭盟文物工作站对成吉思汗陵进行整体维护，在这此维护期间，成吉思汗陵的琉璃瓦被翻新，陵内新增大量壁画，通向陵宫的布道也重新铺设。1986年至1987年，陵宫内再次新增壁画，地板被更换为大理石地板，并且在正殿当中安放了一尊成吉思汗的汉白玉雕像。1996年至1999年，成吉思汗陵的屋顶再次翻修。2004年11月底，伊金霍洛旗旅游局启动了成吉思汗陵保护、修缮、建设工程，该工程于2006年8月竣工。